# قفار
قفار، وقديماً (الهييماء). هي منطقة تاريخية تقع في جنوب غرب مدينة حائل في المملكة العربية السعودية ويعود تأسيسها إلى القرن الثامن الهجري قرابة عام 750هـ على يد قبائل بني تميم العريقة وهي بذلك تكون من أقدم المدن النجدية، وفيها أثار قصور ومزارع كثيرة ومن أشهرها قصر غياض الذي أستخدمه بنو تميم لصد حملات العسكر الأتراك زمن الدولة السعودية الأولى، وقد خرج أفواج من أهلها وأسسوا بلدان أخرى كثيرة في منطقة حائل.

## الموقع
تقع قفار في سفح جبل أجا الشرقي في جنوب غرب مدينة حائل وتكاد تلتحم بها الآن مع زيادة العمران ونمو البناء الحديث.

## التاريخ
قَفَار بلدة أثرية، بعيدة الذكر خرج منها أفواج بشرية غفيرة على مر العصور، وقفار هي ما كان يُعرف قديماً باسم (الهُييماء)، المورد القديم الذي حدث به يوم من أيام العرب، وذكره شعراء الجاهلية بذلك كقول علقمة الفحل:

### قفار أقدم من حائل
لم يطلق اسم حائل على مدينة حائل إلاّ في عهد متأخر كما ذكر الشيخ حمد الجاسر في معجم شمال المملكة وكانت الشهرة إلى ما قبل قرنين من الزمان لمدينة قفار ذلك أن اسم حائل كان يطلق على الوادي التي تقع قفار على ضفته الغربية وحائل كانت تُعرف بالقُرِّية.

### باحثون ورحاله أجانب
زار قفار عدد من الباحثين والرحالين الأجانب كالمستشرق الفنلندي جورج أوغست فالين أوَّل رحَّآلة غربي زار جزيرة العرب وقد أفاض فالين في الحديث عن قفار كأكبر بلدة في المنطقة إبان زيارته لها في عام 1845 وأغناها وقد وصف ما يتميَّز به أهلها من الزهو والخيلاء وبأنهم أرستقراطيون في هيئتهم ومظهر حياتهم وأنَّ في قفار أكبر مخازن التَّمر والذَّرة في المنطقة.
قال فالين وفي الطَّرف الشرقي من القرية آثار خراب من بيوت وأسوار طين تثبت أنَّ السكان تحركوا مع الزمان غرباً مقتربين من الجبل وهو بهذا يشير إلى أسوار قلعة (غيّاض) العتيدة، التي شهدت هزيمة الحملات التركية أثناء غزو إبراهيم باشا للمنطقة. ومضى فالين يتحدث عن أهل قفار في لغتهم وملامح وجوههم وأحجام أجسامهم وطول قاماتهم اللافتة للنظر، والمميِّزة لهم حتى قال: (إنَّ بدو الجهات الغربية في شبه الجزيرة ومثلهم المصريون والسوريون يسألونني عن مميزات هؤلاء القوم).
و يحيط السور الأول بالمدينة السكنية في شمال ضاحية قفار الحالية وقد كانت قفار أكبر من مدينة من مدن حائل التي تتبعها الآن. ويضم السور الثاني مزارع المدينة ومحيطها الزراعي والريف المتصل بها أما السور الثالث فيمتد في أفقها الجنوبي والشرقي ليحمي مساحة من الأرض تقدر بثلاثين كيلو متر مربع كمراعي ويتصل هذا السور (غربا) بوادي الأديرع ليضمه ضمن السور الخارجي، هذا وقد تداخلت قفار حاليا مع مدينة حائل فغدت حيا من أحيائها.
وفي بلدة قفار أطلال تاريخية عظيمة من أسوار وقلاع وحصون وقصور لا تحصى؛ ومن أهم الموجودات حاليا نجد قصر غياض المشهور بحصانته حيث استبسل أهل قفار لصد حملات الدولة العثمانية ورد حملاتها.

### حمى قفار
عُرفت قفار بمرض الحمَّى «حمّى قفار» الذي ظل يفتك بالناس لآماد طويلة.
ثمَّ اختفت جبال الفرع المهيبة التي يلفها شعاع ذهبي بين الماردية والكشرية فيما وراء بساتين قفار التي تغطي منطقة واسعة لكنها توحي بانطباع حزين يرمي بظلاله على الأطلال الكئيبة والبيوت المهجورة، كانت قفار في أحد الأوقات أكبر من حائل وفي السنوات الأخيرة يقول موسيل، اجتاح مرض الحمَّى القرية فقضى على النساء والأطفال بينما هلك الرجال في الحروب فأصبحت البيوت مهجورة والنخيل مهملة والبلدة مقفرة.

## العمارة
هي إحدى المدن التي تتوافق معها خصائص المدن الإسلامية. حيث أنها تحتوي على سور يحيط بكامل المدينة. في كل جهة من جهاته الأربعة يوجد برج يصل طول البرج الواحد إلى 15م. وقد أستخدم الطين في بناء المدينة من حيث الأسوار والجدران والأبراج. أما الأسقف فقد استخدمت بعض الأشجار كالنخيل والأثل لتغطيتها. كما أن الحجارة استخدمت في بعض العناصر المعمارية في إنشائها. أما قفار اليوم فهي مدينة أصبحت عاجزة عن مقاومة عوامل الطبيعة والتي شارفت على أن تنهار.
وتعتبر قفار من المدن الغنية بالمياه العذبة الصالحة للشرب. حيث أنها تحتوي على مجموعة من الآبار العميقة. وتتميز تربتها بأنها خصبة زراعية ويعتبر شجر النخل والزيتون والعنب الأكثر تواجداً على أراضيها.

### الحياة من جديد في قفار
لقد دبَّت الحياة من جديد في قفار وهي الآن بلدة ذات خدماتٍ عصرية حديثة؛ ومبانٍ عمرانية متطورة أمّا أسوارها وقلاعها القديمة، وقد وصفها بعض الباحثين بأنها تشبه استحكامات المدن العتيقة كالقاهرة وبكيِّن.
تفرع من قفار عدد من البلدان في المنطقة كسميراء والغزالة والروضة والمستجدة والسبعان وقصر العشروات وجفيفاء وضرغط والمهاش وقصير غضور ووسيطاء الحفن والسليمي.

### قفار أكبر بلدان منطقة حائل
قال فهد العريفي: تعتبر قفار في الزمن الماضي من أكبر بلدان منطقة حائل وكان اهلها على جانب كبير من القوة والمنعة ولا يستطيع اقتحامها لقوتها وعلو شأنها أي غاصب مهما كانت قوته في ذلك الزمن.

### صد العدوان التركي على قفار
وبعد سقوط الدرعية على يد إبراهيم باشا وبقوة وعتاد الدولة التركية التي كانت تبذلها سخية لحاكم مصر (محمد علي باشا) في سبيل تحطيم الحكام العرب الذين لا يدينون لها بالولاء والطاعة، فأرسل محمد علي حملة قوية للقضاء على حائل وقفار وما يتبعها من قرى وبوادي وقد اضطرت هذه القوة للبقاء على بعد حوالي ثلاثة اكيال في جنوبي شرق قفار وبنوا قصرا لا تزال اثاره قائمة وجلسوا ينتظرون حصول ثغرة في صفوف اهالي قفار يستطيعون من خلالها الولوج والسيطرة لكن وجود العدو لم يزد أهل قفار الا التفافا وتلاحما والوقوف صفا واحدا وقلبا واحدا للدفاع عن كيانهم واخذت القوة المعادية ترسل المتسللين إلى قفار لاستطلاع الامر

### بناء سور قفار
ومن القصص المعروفة ان أهل قفار كانوا وقت اشتداد الحملة يتعاونون لبناء السور الشرقي لقفار ويقيمون الابراج ومن بينها برج غياض المعروف، فتسلل أحد عيون الحامية فصرفه احدهم وصاح هازجا:
عدو لبن، عدو طين، هاتوا حدا الرجاجيل
وكان أحد الرجاجيل المقصود هو هذا الغريب الذي يتجسس عليهم فما كان منهم إلا أن حملوا هذا الجاسوس ووضعوه على ظهر السور ووضعوا فوقه اللبن والطين وبنوا فوقه ولا تزال آثار عظامه باقية في برج غياض بقفار في الجهة الشرقية المقابلة لحصن القصير (تصغير قصر إلى اليوم) يقصد الدولة العثمانية وبعد أن تسلل اليأس إلى نفوس هذه القوة الغازية انسحبت تحت جنح الظلام وغادرت المنطقة مهزومة خاسرة.

### ما كتبه الشعراء عنها
قال عنها الشاعر عبد الله خالد البكر التميمي:
وقال الشاعر دخيل الخوير: